# WEBライティング技能検定
WEBライティング技能検定は2015年10月より一般社団法人日本クラウドソーシング検定協会が発行する民間資格の試験制度である。

## 概要
2015年10月から開始された資格制度であり、クラウドソーシング業務におけるライティングスキル向上を目的にWEB上での文章作成スキルなどを評価し認定する民間資格の試験となる。試験は月に1回WEB上で実施され、選択式問題と記述式問題が出題される。この試験で一定の基準を満たした者には合格証書と認定カードが発行される。合格した場合、特定のクラウドソーシングサイトでの活動が支援される。

## 沿革
- 2015年7月 一般社団法人日本クラウドソーシング検定協会設立
- 2015年9月 2015年9月 一般社団法人日本クラウドソーシング検定協会が認定したWEBライティング技能検定の教材をヒューマンアカデミー株式会社より発売開始[1]
- 2015年10月 第1回WEBライティング技能検定 本試験実施
- 2016年8月 WEBライティング技能検定の教材がIT企業を中心とする14社で社員教育用教材として導入される[2]
- 2016年11月 経済産業省 経済産業政策局 産業人材政策室の資料に「WEBライティング技能検定」が掲載される[3]
- 2016年12月 作家・コラムニストの原田まりるがWEBライティング技能検定を受験し合格[4]

## 検定の詳細と試験形式

### 検定の詳細
主に社会人としてのマナーやクラウドソーシングという働き方への理解があるかどうか、クラウドソーシングを介して行うライティング全般に対して、十分にライティング能力があるかどうかを問う検定である。

### 出題形式
- ビジネスマナーや個人情報保護、セキュリティ等に関する設問、文章作成技術や検索エンジンに関する知識、一般教養に関する選択式問題 50問
- 実技ライティング問題 4問

### 実施日時
毎月第4土曜日 13:00～14:30（90分間）（※3ヶ月に1度は第4水曜日に行われる。 試験時間は同様に13：00～14：30）

### 合格規準
合格ラインについては非公開としているが、点数配分としては、4択問題50点、ライティング問題各50点、計250点満点となっており、実技ライティング問題の比重が非常に高い。またライティング問題の採点は文法だけではなく、クラウドソーシングのライティング案件で承認されやすい文章表現かどうかというのも基準としている。

### 平均合格率
54・5%（2017年6月現在） ※第1回の本試験から第20回の本試験受講者数より算出した平均合格率

## メディア掲載
- 2015年09月29日　ASCII.jpにて日本クラウドソーシング検定協会が紹介「クラウドソーシングに技能検定が登場！業界標準を目指す4社に聞く」[5]
- 2015年11月20日　一般社団法人日本クラウドソーシング検定協会 第1回WEBライティング技能検定の合格者インタビューを掲載[6]
- 2016年1月12日　日経キャリアマガジン「資格・スキルランキング2016」に日本クラウドソーシング検定協会の取材記事が掲載[7]
- 2016年　リクルート発行「稼げる資格2016」に日本クラウドソーシング検定協会の取材記事掲載　「WEB上でのライティング受注・納品に必要な知識や技術を指標化」[8]
- 2016年　ケイコとマナブ.netに「WEBライティング技能検定」が掲載 「未経験者OK♪ 合格保証制度・仕事保証制度付『WEBライティング技能検定講座』」[9]
- 2016年　情報サイトウートピに「WEBライティング技能検定」が掲載 「30代からの副業準備　3ヵ月で仕事につながる「WEBライティング技能検定」とは」[10]
- 2016年11月11日　ニュースサイトPAGEVIEWに「WEBライティング技能検定」が掲載 「「WEBライティング技能検定」で収入増！クラウドソーシングの可能性を広げる資格とは」[11]
- 2016年11月24日　ニュースサイト日刊サイゾーに「WEBライティング技能検定」が掲載 「「WEBライティング技能検定講座」で、働けない主婦の生活が変わる！」[12]
- 2017年1月29日　ニュースサイトGetNavi webに「WEBライティング技能検定」が掲載 「WEBライティング検定は発注側こそ受けるべき! 試験を通じてキュレーションサイト閉鎖問題を考える」[13]